# Phylloscopus presbytes
El mosquitero de Timor (Phylloscopus presbytes) es una especie de ave paseriforme de la familia Phylloscopidae endémica de algunas islas menores de la Sonda.

## Distribución y hábitat
Se encuentra únicamente en las islas de Timor, Flores, Roti y Atauro. Su hábitat natural son los bosques húmedos tropicales.